# Compianto della Croce al Tempio
Il Compianto sul Cristo morto è un dipinto, tempera su tavola (105x164 cm), di Beato Angelico, datato al 1436 e conservato nel Museo nazionale di San Marco a Firenze.

## Storia
L'opera è documentata con la commissione da parte della Compagnia di Santa Maria della Croce al Tempio nell'aprile del 1436 e saldata nel dicembre dello stesso anno per diciotto lire e otto soldi. Alcuni però, leggendo le lettere mimetizzate nel bordo del manto della Vergine, hanno rilevato la datata MIIIXXXX (1440), per cui è anche possibile che la pala fosse stata lasciata a metà e completata solo dopo il ritorno del soggiorno a Cortona del 1439-1440.
L'opera fu commissionata da fra Sebastiano di Jacopo Benintendi, che era nipote della Beata Villana, una pia donna legata all'Ordine Domenicano di Santa Maria Novella, le cui reliquie erano legate da alcuni diritti alla Confraternita. Secondo l'agiografia della Beata (Santi e Beati dell'Ordine Domenicano di Razzi) infatti essa era solita aspirare a dividere le sofferenze del Signore, del quale aveva frequenti visioni come spose celeste. In queste visioni Gesù era sempre picchiato e crocifisso.
L'opera era dislocata presso la chiesetta al Tempio, scomparsa dopo l'assedio di Firenze, dove la Compagnia di Santa Maria della Croce al Tempio recava i rei prima che venissero giustiziati per l'ultima preghiera e poi qui riportati per essere sotterrati nell'attiguo cimitero.
Prima della distruzione due tavole furono salvate, quella del Beato Angelico e una Decollazione del Battista di Ridolfo del Ghirlandaio. Forse trasferita nell'oratorio in via dei Malcontenti, il Compianto dopo le soppressioni leopoldine fu trasferito alla Galleria dell'Accademia e poi nel costituendo nucleo di opere del frate pittore presso il Museo di San Marco.

## Descrizione e stile
Sebbene in condizioni di conservazione non ottimali (perduta è un'ampia fascia in basso per via delle alluvioni), il dipinto è ben rappresentativo della "pittura di luce" sviluppata dall'Angelico negli anni trenta del Quattrocento. Vi è raffigurato il Cristo appena deposto dalla Croce, circondato dai consueti santi (le Marie, san Giovanni evangelista) e alcuni testimoni inconsueti, quali san Domenico (a sinistra) e la stessa Beata Villana, rappresentata in ginocchio a destra vestita di nero, con i raggi invece dell'aureola e con una frase che le esce dalla bocca, tratta dai testi delle sue visioni ("Cristo Jesu l[']amor mio crucifisso").
Non tutte le figure vengono attribuite alla mano dell'Angelico, poiché di qualità inferiore, ma sicuramente della mano del maestro è l'elegiaco paesaggio sulla sinistra, che sporge oltre le alte mura di una città fortificata: si tratta di Gerusalemme anche se assomiglia a Firenze, ed è paragonabile a un'analoga raffigurazione nell'Arca di San Zanobi di Lorenzo Ghiberti.